# Claudinho (ur. 1967)
Claudio Batista dos Santos (ur. 19 kwietnia 1967 w Piracicabie) – brazylijski piłkarz występujący na pozycji napastnika, trener piłkarski.

## Życiorys
Występował w EC XV de Piracicaba, AA Ponte Preta, Paraná Clube. W 1993 roku był piłkarzem CA Bragantino, następnie powrócił do Paraná Clube. W 1997 występował w klubie Cerezo Osaka. W J.League zadebiutował 30 lipca 1997 roku w wygranym 3:1 spotkaniu z Vissel Kobe, w którym zdobył bramkę. Ogółem w barwach Cerezo zdobył osiem goli w 16 meczach. Następnie wrócił do Brazylii, grając w Coritiba FBC, AA Portuguesa, Fortaleza EC, Botafogo-SP i Barretos EC. Po zakończeniu kariery piłkarskiej był asystentem trenera w EC XV de Piracicaba (2007), a w 2011 roku pełnił funkcję trenera młodzieży w Mogi Mirim EC. W 2013 roku prowadził piłkarzy AE Santacruzense, natomiast w 2014 roku trenował zawodników Mogi Mirim EC. W latach 2015–2016 był trenerem  EC XV de Piracicaba, natomiast w 2018 – AE Santacruzense.

## Statystyki ligowe
| Sezon    | Klub                | Liga                          | Mecze | Gole |
| -------- | ------------------- | ----------------------------- | ----- | ---- |
| 1990     | EC XV de Piracicaba | Campeonato Paulista           | 19    | 3    |
| 1991     | EC XV de Piracicaba | Campeonato Paulista           | 12    | 4    |
| 1993     | CA Bragantino       | Campeonato Brasileiro Série A | 13    | 5    |
| 1994     | Paraná Clube        | Campeonato Brasileiro Série A | 19    | 3    |
| 1995     | Paraná Clube        | Campeonato Brasileiro Série A | 16    | 5    |
| 1996     | Paraná Clube        | Campeonato Brasileiro Série A | 12    | 4    |
| 1997 (j) | Cerezo Osaka        | J.League                      | 16    | 8    |
| 1998     | Coritiba FBC        | Campeonato Brasileiro Série A | 12    | 2    |